# Stomorhina sikorae
Stomorhina sikorae är en tvåvingeart som först beskrevs av Villeneuve 1915.  Stomorhina sikorae ingår i släktet Stomorhina och familjen Rhiniidae.
Artens utbredningsområde är Madagaskar. Inga underarter finns listade i Catalogue of Life.